# Xã Eagle Creek, Quận Lake, Indiana
Xã Eagle Creek (tiếng Anh: Eagle Creek Township) là một xã thuộc quận Lake, tiểu bang Indiana, Hoa Kỳ. Năm 2010, dân số của xã này là 1.668 người.